# Magneuptychia tiessa
Espèce
Magneuptychia tiessa est une espèce d'insectes lépidoptères (papillons) de la famille des Nymphalidae, de la sous-famille des Satyrinae et du genre Magneuptychia.

## Dénomination
Magneuptychia tiessa a été décrit par William Chapman Hewitson en 1869 sous le nom initial d'Euptychia tiessa.
Synonyme : Cissia tiessa.

### Nom vernaculaire
Magneuptychia tiessa se nomme Tiessa Satyr en anglais.

## Description
Magneuptychia tiessa est un papillon aux ailes postérieures dentelées et au dessus marron violacé uni avec un ocelle discret à l'angle anal de l'aile postérieure.
Le revers est beige rayé de marron cuivré avec un ocelle noir pupillé à l'apex des ailes antérieures et une ligne submarginale d'ocelles à l'aile postérieures dont seuls les deux proches de l'apex et celui proche de l'angle anal sont gros, noirs et pupillés de blanc.

## Écologie et distribution
Magneuptychia tiessa est présent au Nicaragua et en Équateur.

### Protection
Pas de statut de protection particulier.